# Gylermo Siereveld
Gylermo Misaine Siereveld (Vlissingen, 13 maart 2002) is een Nederlands voetballer die als verdediger voor ADO Den Haag speelt.

## Carrière
Gylermo Siereveld speelde in de jeugd van JVOZ en NAC Breda, waar hij in 2019 een contract tot medio 2022 tekende. Hij debuteerde voor NAC Breda op 20 oktober 2020, in de met 0-4 verloren thuiswedstrijd tegen SC Cambuur.

### Statistieken
| Seizoen                        | Club           | Land           | Competitie     | Competitie | Competitie | Beker | Beker | Totaal | Totaal |
| Seizoen                        | Club           | Land           | Competitie     | Wed.       | Dlp.       | Wed.  | Dlp.  | Wed.   | Dlp.   |
| ------------------------------ | -------------- | -------------- | -------------- | ---------- | ---------- | ----- | ----- | ------ | ------ |
| 2020/21                        | NAC Breda      | Nederland      | Eerste divisie | 2          | 0          | 1     | 0     | 3      | 0      |
| Carrièretotaal                 | Carrièretotaal | Carrièretotaal | Carrièretotaal | 2          | 0          | 1     | 0     | 3      | 0      |
| Bijgewerkt op 10 november 2020 |                |                |                |            |            |       |       |        |        |